# Danny O'Donoghue
Daniel John Mark Luke O'Donoghue (Danny) O'Donoghue (Dublin, 3 oktober 1980) is een Ierse singer-songwriter en zanger van de band The Script. Hij staat onder contract bij Sony.

## Loopbaan
O'Donoghue komt uit een muzikaal gezin, zijn vader was ook een bekende in de muziekwereld. Ook zijn een paar van zijn broers en zussen iets met muziek gaan doen. In zijn tienerjaren besloot hij met Mark Sheehan (gitarist van The Script) en twee andere vrienden een boybandje te starten; MyTown. Dit werd geen succes.
Vervolgens zijn O'Donoghue en Sheehan wel bevriend gebleven en zijn naar Los Angeles gegaan, daar hebben ze gewerkt als platenproducers. Toch wilden ze weer een bandje starten, dit keer geen boyband maar een echte band. Ze misten alleen nog een drummer. Die zochten ze in Los Angeles, totdat ze Glen Power tegen het lijf liepen en versteld stonden van zijn drumtechnieken, Glen Power kwam net als Sheehan en O'Donoghue ook uit Dublin.
De eerste single van The Script was We Cry, dat ging over James's Street in Dublin en de verschillende soorten mensen die je daar kan tegenkomen. In 2010 werd een album, Science & Faith, uitgebracht. De eerste single van het album was For the First Time. Dit lied werd uitgebracht begin september 2010, waarna het album volgde op 13 september. Twee jaar later in 2012 volgde het album #3 De titel was gekozen, omdat het ten eerste hun derde album was, ze zitten met z'n drieën in een band en omdat O'Donoghue zelf op 3 oktober jarig is. Het eerste nummer van dit album dat uitkwam was Hall of Fame welke ze hebben uitgebracht met Will.I.Am. in september 2014 kondigden ze aan dat het nieuwe album No Sound Without Silence zou gaan heten. In juli hebben ze hun eerste single van dit album uitgebracht Superheroes
O'Donoghue heeft met de band The Script in totaal vijf albums uitgebracht: 'The Script', 'Science & Faith' en '#3'. De vierde kwam in september 2014 uit, en heet No Sound Without Silence. In september 2017 brachten ze hun vijfde album uit: 'Freedom Child'.
For the First Time kwam binnen in de Britse hitlijsten op nummer 5; een week later stond het op nummer 4. In de Ierse hitlijsten stond het zelfs op nummer 1. Bono's dochter Eve Hewson deed mee in de videoclip van het lied. Science & Faith stond in de Ierse én de Britse album-hitlijsten op nummer 1.
Op 8 december 2011 werd bekendgemaakt dat Danny O'Donoghue coach gaat worden in The Voice UK. Dit doet hij samen met Jessie J, will.i.am en Tom Jones. O'Donoghue heeft dit uiteindelijk twee seizoenen gedaan. Hij is gestopt omdat hij meer tijd en energie in zijn band wilde steken.